# Benedictus XIV
Benedictus XIV, född Prospero Lorenzo Lambertini 31 mars 1675 i Bologna, död 3 maj 1758 i Rom, var påve från den 17 augusti 1740.

## Biografi
Prospero Lambertini började sin bana som jurist, blev 1727 ärkebiskop av Ancona, 1728 kardinal och 1731 ärkebiskop av Bologna, där han genom sin personlighet vann allmän tillgivenhet. Den duglighet han visat på dessa ställen och den medlande ställning han intog inom kardinalkollegiet ledde till att han 1740 valdes till påve. 
Benedictus svek inte de förhoppningar som vid hans bestigning av påvestolen ställdes på honom. Han sökte upphjälpa kurians förstörda finanser genom omsorg om Kyrkostatens åkerbruk, handel och industri, liksom också genom sparsamhet i förvaltningen. Han sökte höja prästerskapets sjunkna anseende genom strängare kontroll över deras bildning och vandel; så ökade han i båda dessa avseenden fordringarna för prästers anställningar, inskärpte biskoparnas plikt att hålla stiftssynoder och visitationer samt tillsatte en kommission av sex kardinaler, till vilken biskoparna vart annat år skulle insända berättelse om sitt prästerskaps fromhet, sedlighet och bildning. 
Benedictus utrikespolitik var fredlig, ibland nästan till eftergivenhet, varigenom han till en tid åtminstone lyckades utjämna de stridigheter han från sin företrädare ärvt med de italienska makterna, Portugal, Spanien och kejsaren. 
Till sin allmänna kyrkliga åskådning var Benedictus storhjärtad och tolerant. Han råkade också redan i början av sin regeringstid i strid med jesuiterna med anledning av den något långt drivna anpassningsförmåga de ådagalagt i sitt missionsarbete i Indien och Kina; han gav kort före sin död Joao Carlos Saldanha Oliyeira i uppdrag att verkställa en länge planerad reformation av de portugisiske jesuiterna. 
För vetenskapliga frågor hyste Benedictus ett livligt intresse; själv författade han värdefulla arbeten, särskilt i kanonisk rätt; en första upplaga av hans samlade verk utkom i Rom 1747-51 i 12 band, en ny och fullständigare i Venedig 1767 i 15 band. Benedictus stiftade flera lärda samfund för studiet av kyrkohistoria samt den romerska och fornkristna arkeologin och lät genom Giuseppe Simon Assemani upprätta en katalog över Vatikanens bibliotek. Få moderna påvar torde så mycket som Benedictus ha bidragit att höja påvestolens anseende.